# Eršovskij rajon
L'Eršovskij rajon (in russo Ершовский район?) è un rajon dell'Oblast' di Saratov, nella Russia europea. Istituito nel 1926, il suo capoluogo è Eršov.